# Gabriel Narutowicz
Gabriel Narutowicz (tiếng Ba Lan: [ˈɡabrjɛl naruˈtɔvit͡ʂ]; 17 tháng 3 năm 1865 – 16 tháng 12 năm 1922) là kỹ sư thủy điện, chính trị gia người Ba Lan và là Tổng thống Ba Lan từ 11 tháng 12 năm 1922 đến khi bị ám sát vào 16 tháng 12, năm ngày as khi nhậm chức. Ông trước đó là Bộ trưởng Công trình Công cộng từ năm 1920 đến năm 1921 và Bộ trưởng Ngoại giao năm 1922. Là một kỹ sư nổi tiếng và độc lập về chính trị, Narutowicz là người đầu tiên được bầu làm nguyên thủ quốc gia sau khi Ba Lan giành lại chủ quyền từ cuộc phân chia Ba Lan.